# Quận Cabell, West Virginia
Quận Cabell là một quận thuộc tiểu bang West Virginia, Hoa Kỳ. Theo điều tra dân số năm 2000 của Cục điều tra dân số Hoa Kỳ, quận có dân số 96.784 người 2. Quận lỵ đóng ở Huntington.6

## Địa lý
Theo Cục điều tra dân số Hoa Kỳ, quận có tổng diện tích 288 dặm vuông Anh (745,9 km2), trong đó có 6 dặm vuông Anh (15,5 km2) là diện tích mặt nước.

### Xa lộ
- Interstate 64
- U.S. Highway 52
- U.S. Highway 60
- West Virginia Route 2
- West Virginia Route 10
- West Virginia Route 152
- West Virginia Route 527
- West Virginia Route 193

### Quận giáp ranh
- Quận Mason (đông bắc)
- Quận Putnam (đông)
- Quận Lincoln (đông nam)
- Quận Wayne (tây nam)
- Quận Lawrence, Ohio (tây)
- Quận Gallia, Ohio (bắc)

## Thông tin nhân khẩu
Theo điều tra dân số 2 năm 2000, quận đã có dân số 96.784 người, 41.180 hộ gia đình, và 25.490 gia đình sống trong quận hạt. Mật độ dân số là 344 người trên một dặm vuông (133/kmТВ). Có 45.615 đơn vị nhà ở với mật độ trung bình là 162 trên một dặm vuông (63/kmТВ). Cơ cấu dân tộc của cư dân sinh sống ở quận này bao gồm 93,37% người da trắng, 4,29% da đen hay Mỹ gốc Phi, 0,18% người Mỹ bản xứ, 0,77% châu Á, Thái Bình Dương 0,04%, 0,20% từ các chủng tộc khác, và 1,14% từ hai hoặc nhiều chủng tộc. 0,68% dân số là người Hispanic hay Latino thuộc một chủng tộc nào.
Có 41.180 hộ, trong đó 25,20% có trẻ em dưới 18 tuổi sống chung với họ, 47,10% là đôi vợ chồng sống với nhau, 11,60% có nữ hộ và không có chồng, và 38,10% là không lập gia đình. 31,30% hộ gia đình đã được tạo ra từ các cá nhân và 12,50% có người sống một mình 65 tuổi hoặc cao tuổi hơn. Cỡ hộ trung bình là 2,27 và cỡ gia đình trung bình là 2,85.
Trong quận, dân số đã được trải ra với 20,00% dưới độ tuổi 18, 13,50% 18-24, 26,80% 25-44, 23,60% từ 45 đến 64, và 16,00% từ 65 tuổi trở lên đã được những người. Độ tuổi trung bình là 38 năm. Đối với mỗi 100 nữ có 91,40 nam giới. Đối với mỗi 100 nữ 18 tuổi trở lên, đã có 88,50 nam giới.
Thu nhập trung bình cho một hộ gia đình trong đã đạt mức USD 28.479, và thu nhập trung bình cho một gia đình là USD 37.691. Phái nam có thu nhập trung bình USD 31.780 so với 22.243 USD của phái nữ. Thu nhập bình quân đầu người là 17.638 USD. Có 13,70% gia đình và 19,20% dân số sống dưới mức nghèo khổ, bao gồm 24,60% những người dưới 18 tuổi và 10,80% của những người 65 tuổi hoặc hơn.